# Нетаим
Нетаим (ивр. נטעים‎) — мошав на средней прибрежной равнине Израиля, примерно в 4 километрах к юго-западу от Ришон ле-Циона, в границах регионального совета Ган-Раве. В 2020 году население мошава составляло 637 человек.

## Название
Происхождение названия мошава ведётся из Танаха:
הֵמָּה הַיּוֹצְרִים וְיֹשְׁבֵי נְטָעִים וּגְדֵרָה עִם הַמֶּלֶךְ בִּמְלַאכְתּוֹ יָשְׁבוּ שָׁם 

(Они были горшечники, и жили при садах и в огородах; у царя для работ его жили они там.)1Пар. 4:23
Однако исследователь Танаха Гершон Галиль отождествляет танахический Нетаим с руинами Кейафы, расположенной в более юго-восточной части, недалеко от Бейт-Шемеша, а не с нынешним расположением мошава.

## История
Мошав был основан 15 июля 1932 года  чернорабочими из южных мошавов в рамках плана «Тысяча поселений», и первоначально называлось Кфар-Ватиким. Его площадь составляет около 1,1 квадратных километров.
Мошав Нетаим находится на высоте около 50 метров над уровнем моря.

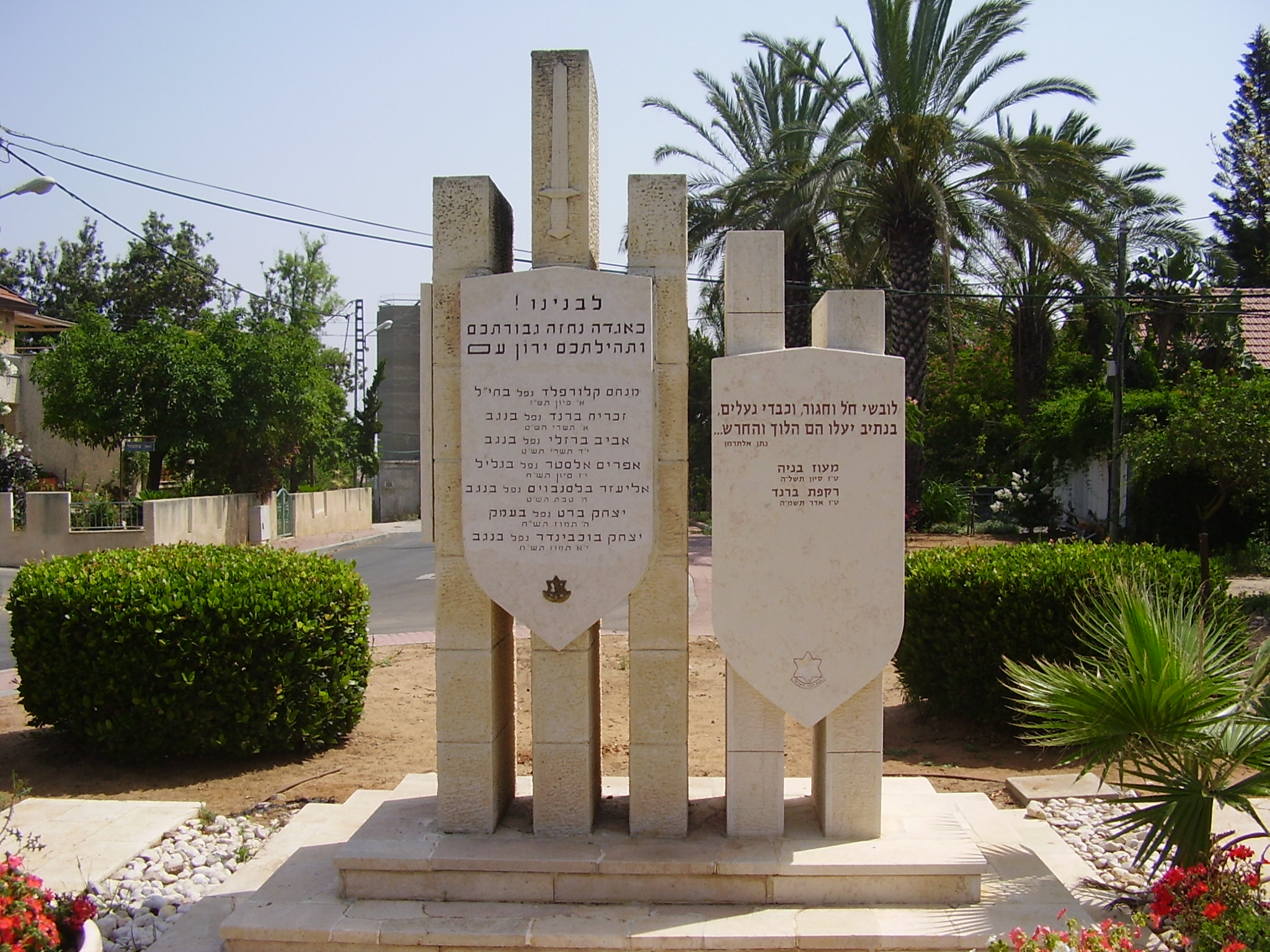
Мемориал в Нетаиме павшим израильским воинам

## Население
По данным Центрального статистического бюро Израиля, население на начало 2020 года составляло 637 человек.